# قرار مجلس الأمن التابع للأمم المتحدة رقم 8
اعتمد قرار مجلس الأمن التابع للأمم المتحدة رقم 8 في 29 أغسطس 1946 بأغلبية عشرة أصوات مقابل لا شيء، مع امتناع أستراليا عن التصويت.
ومتابعة لقرار مجلس الأمن رقم 6، استعرض مجلس الأمن طلبات انضمام جمهورية ألبانيا الشعبية، الجمهورية الشعبية المنغولية، أفغانستان، المملكة الهاشمية لشرق الأردن، أيرلندا، البرتغال، آيسلندا، سيام، و‌السويد. وأوصى المجلس بأن تقبل الجمعية العامة أفغانستان، آيسلندا، والسويد. وقدمت توصية بشأن قبول سيام في القرار 13 في ديسمبر التالي.